# Partido Socialdemócrata (Benín)
El Partido Socialdemócrata (PSS) (en francés:Parti Social-démocrate) es un partido político de Benín, afiliado a la Internacional Socialista.
En alianza con la Unión Nacional por la Solidaridad y el Progreso, en las elecciones de febrero de 1991, el PS ganó el 9,8 % de los votos, y 64 escaños en el Parlamento.
Su candidato para la elección presidencial del 4 y 18 de marzo de 2001, Bruno Amoussou, obtuvo el 8,6 % del voto en la primera vuelta, y 15,9 % en la segunda vuelta
En la elección parlamentaria del 30 de marzo de 2003, dentro de la Union por el Futuro de Benín, el PS obtuvo 31 de los 83 escaños.
En la elección presidencial del 5 de marzo de 2005, el partido presentó a Bruno Amoussou, y obtuvo el 16,29 % de los votos.
Para las elecciones parlamentarias de 2007, el PS participó de la Alianza por una Democracia Dinámica. Ganó 20 escaños.
- Datos: Q3088954